# Zzz (onomatopée)
Zzz (on peut ajouter autant de z qu'on le souhaite) est une onomatopée de langue française dont l'emploi suggère un bruit ininterrompu et de faible intensité, une sorte de sifflement, que pourraient par exemple produire un projectile en fendant l'air ou un insecte en volant.
En particulier en bande dessinée, elle est utilisée pour décrire le sommeil en évoquant le souffle, voire le ronflement, qu'un personnage émet dans cet état. Quand celui-ci dort, il est représenté prononçant ce mot, et l'on y associe souvent dans la bulle de parole un objet dont l'action produirait ce bruit, généralement une scie en train de couper une bûche.
Ce mot, malgré une présence rare dans les dictionnaires, y est souvent le dernier, du fait de sa graphie.